# Кукова Острва на Светском првенству у атлетици на отвореном 2017.
Кукова острва су учествовала на Светском првенству у атлетици на отвореном 2017. одржаном у Лондону од 4. до 13. августа петнаести пут а представљала их је једна такмичарка која се такмичила у трци на 100 метара. Интересантно је да је ово четврто узастопно Светско првенство на којем је једини представник била Патриша Теа.
На овом првенству такмичарка Кукових Острва оборила је национални рекорд Кукових острва на 100 метара за жене.

## Учесници
Жене:
- Патриша Теа — 100 м

## Резултати

### Жене
| Атлетичарка | Дисциплина | Лични рекорд | Квалификације | Квалификације | Полуфинале        | Полуфинале        | Финале            | Финале       | Детаљи |
| Атлетичарка | Дисциплина | Лични рекорд | Резултат      | Место         | Резултат          | Место             | Резултат          | Место        | Детаљи |
| ----------- | ---------- | ------------ | ------------- | ------------- | ----------------- | ----------------- | ----------------- | ------------ | ------ |
| Патриша Теа | 100 м      | 12,20 НР     | 12,18 НР      | 7 у гр. 3     | Није се пласирала | Није се пласирала | Није се пласирала | 40 / 46 (47) |        |